# Windhaag bei Perg
Windhaag bei Perg é um município da Áustria localizado no distrito de Perg, no estado de Alta Áustria.